# Nannosuchus
Nannosuchus es un género extinto de mesoeucrocodilio de la familia de los goniofolídidos que vivió durante el Berriasiense de Inglaterra.